# Lietuvos Taurė 2013-2014
La Coppa di Lituania 2013-2014 (in lituano Lietuvos Taurė, denominata anche Carlsberg Taurė per motivi di sponsorizzazione) è stata la 25ª edizione del torneo. La competizione è iniziata l'8 agosto 2013 e si è conclusa il 17 maggio 2014. Lo Žalgiris Vilnius ha vinto il trofeo per l'ottava volta nella sua storia, la terza consecutiva.

## Primo turno
| Squadra 1                  | Risultato       | Squadra 2            |
| -------------------------- | --------------- | -------------------- |
| 4 giugno 2013              |                 |                      |
| Medelyno Bėgiai            | 2 – 0           | SFK Rotalis          |
| 8 giugno 2013              |                 |                      |
| Adiada Šiauliai            | 0 – 5           | FK Gariūnai          |
| 13 giugno 2013             |                 |                      |
| Pietų IV Vilnius           | 0 – 7           | Šilas Kazlų Rūda     |
| 14 giugno 2013             |                 |                      |
| Savanoris                  | 3 – 0           | Centras Alytus       |
| 15 giugno 2013             |                 |                      |
| Geležinis Vilkas           | 0 – 3           | Kuršiai Klaipėda     |
| 21 giugno 2013             |                 |                      |
| Saulininkas Šiauliai       | 5 – 0           | Prelegentai          |
| 23 giugno 2013             |                 |                      |
| Sarema Klaipėda            | 5 – 10          | Kupsc Šiauliai       |
| 25 giugno 2013             |                 |                      |
| Rytas Vilnius              | 2 – 2 (4-2 dcr) | Narjanta Kupiškis    |
| 26 giugno 2013             |                 |                      |
| Venta Kuršėnai             | 1 – 7           | Granitas Klaipėda    |
| 27 giugno 2013             |                 |                      |
| Sakuona-Klarksonas Plikiai | 1 – 4 (dts)     | Baltija Klaipėda     |
| 28 giugno 2013             |                 |                      |
| Katastrofa Vilnius         | 1 – 4           | 91 United Kaunas     |
| 29 giugno 2013             |                 |                      |
| Minija Kretinga            | 2 – 10          | TAIP Vilnius         |
| 30 giugno 2013             |                 |                      |
| Pipirini Rokiškis          | 2 – 6           | Švyturys Marijampolė |
| Trivartis Vilnius          | 2 – 6           | Spyris Kaunas        |
| 5 luglio 2013              |                 |                      |
| MRU                        | 3 – 0           | Trivartis Joniškis   |
| 6 luglio 2013              |                 |                      |
| Jambo Klaipėda             | 1 – 5           | FBK Kaunas           |

## Secondo turno[2]
| Squadra 1        | Risultato       | Squadra 2            |
| ---------------- | --------------- | -------------------- |
| 8 agosto 2013    |                 |                      |
| FK Gariūnai      | 0 – 1           | Granitas Klaipėda    |
| 15 agosto 2013   |                 |                      |
| Kuršiai Klaipėda | 2 – 2 (5-6 dcr) | Švyturys Marijampolė |
| 19 agosto 2013   |                 |                      |
| MRU              | 4 – 1           | Šilas Kazlų Rūda     |
| 20 agosto 2013   |                 |                      |
| FBK Kaunas       | 1 – 4           | Spyris Kaunas        |
| 30 agosto 2013   |                 |                      |
| Rytas Vilnius    | 0 – 10          | Kupsc Šiauliai       |
| TAIP Vilnius     | 4 – 0           | Baltija Klaipėda     |
| Medelyno Bėgiai  | 1 – 3           | Saulininkas Šiauliai |
| 31 agosto 2013   |                 |                      |
| 91 United Kaunas | 0 – 2 (dts)     | Savanoris            |

## Terzo turno[3]
| Squadra 1               | Risultato | Squadra 2       |
| ----------------------- | --------- | --------------- |
| 24 settembre 2013       |           |                 |
| Kupsc Šiauliai          | 0 – 5     | Palanga         |
| Švyturys Marijampolė    | 1 – 5     | MRU             |
| TAIP Vilnius            | 3 – 0     | Spyris Kaunas   |
| 25 settembre 2013       |           |                 |
| Granitas Klaipėda       | 3 – 0     | Šilutė          |
| Lokomotyvas Radviliškis | 0 – 3     | Trakai          |
| Nevėžis                 | 6 – 0     | Lietava Jonava  |
| Savanoris               | 2 – 4     | Polonia Vilnius |
| Saulininkas Šiauliai    | 1 – 4     | Tauras          |

## Quarto turno[4]
| Squadra 1       | Risultato       | Squadra 2         |
| --------------- | --------------- | ----------------- |
| 1º ottobre 2013 |                 |                   |
| Trakai          | 1 – 1 (4-2 dcr) | Sūduva            |
| 2 ottobre 2013  |                 |                   |
| Tauras          | 0 – 2           | Banga Gargždai    |
| Palanga         | 1 – 4           | Kruoja            |
| Šiauliai        | 1 – 0           | Ekranas           |
| TAIP Vilnius    | 1 – 2           | Granitas Klaipėda |
| Atlantas        | 1 – 2           | Žalgiris          |
| MRU             | 4 – 3 (dts)     | Polonia Vilnius   |
| 16 ottobre 2013 |                 |                   |
| Nevėžis         | 4 – 5           | Dainava Alytus    |

## Quarti di finale
| Squadra 1                            | Totale      | Squadra 2         | Andata | Ritorno |
| ------------------------------------ | ----------- | ----------------- | ------ | ------- |
| 22-23 ottobre 2013 / 6 novembre 2013 |             |                   |        |         |
| Dainava Alytus                       | 2 – 5       | Banga Gargždai    | 2 – 1  | 0 – 4   |
| Trakai                               | 6 – 2       | MRU               | 3 – 0  | 3 – 2   |
| Šiauliai                             | 1 – 1 (gfc) | Granitas Klaipėda | 1 – 1  | 0 – 0   |
| Žalgiris                             | 4 – 2       | Kruoja            | 2 – 1  | 2 – 1   |

## Semifinali
| Squadra 1                           | Totale | Squadra 2         | Andata | Ritorno |
| ----------------------------------- | ------ | ----------------- | ------ | ------- |
| 8-9 aprile 2014 / 29-30 aprile 2014 |        |                   |        |         |
| Trakai                              | 0 – 1  | Žalgiris          | 0 – 1  | 0 – 0   |
| Banga Gargždai                      | 3 – 1  | Granitas Klaipėda | 2 – 0  | 1 – 1   |

## Finale
| Arbitro: | Sergejus Slyva |

|                         |           |               |
| Wilk 13’ Pilibaitis 38’ | Marcatori | 57’ Grigaitis |